# Pocillopora zelli
Espèce
Statut CITES
Pocillopora zelli est une espèce de coraux appartenant à la famille des Pocilloporidae.